# Budynek Państwowej Szkoły Muzycznej w Tomaszowie Lubelskim

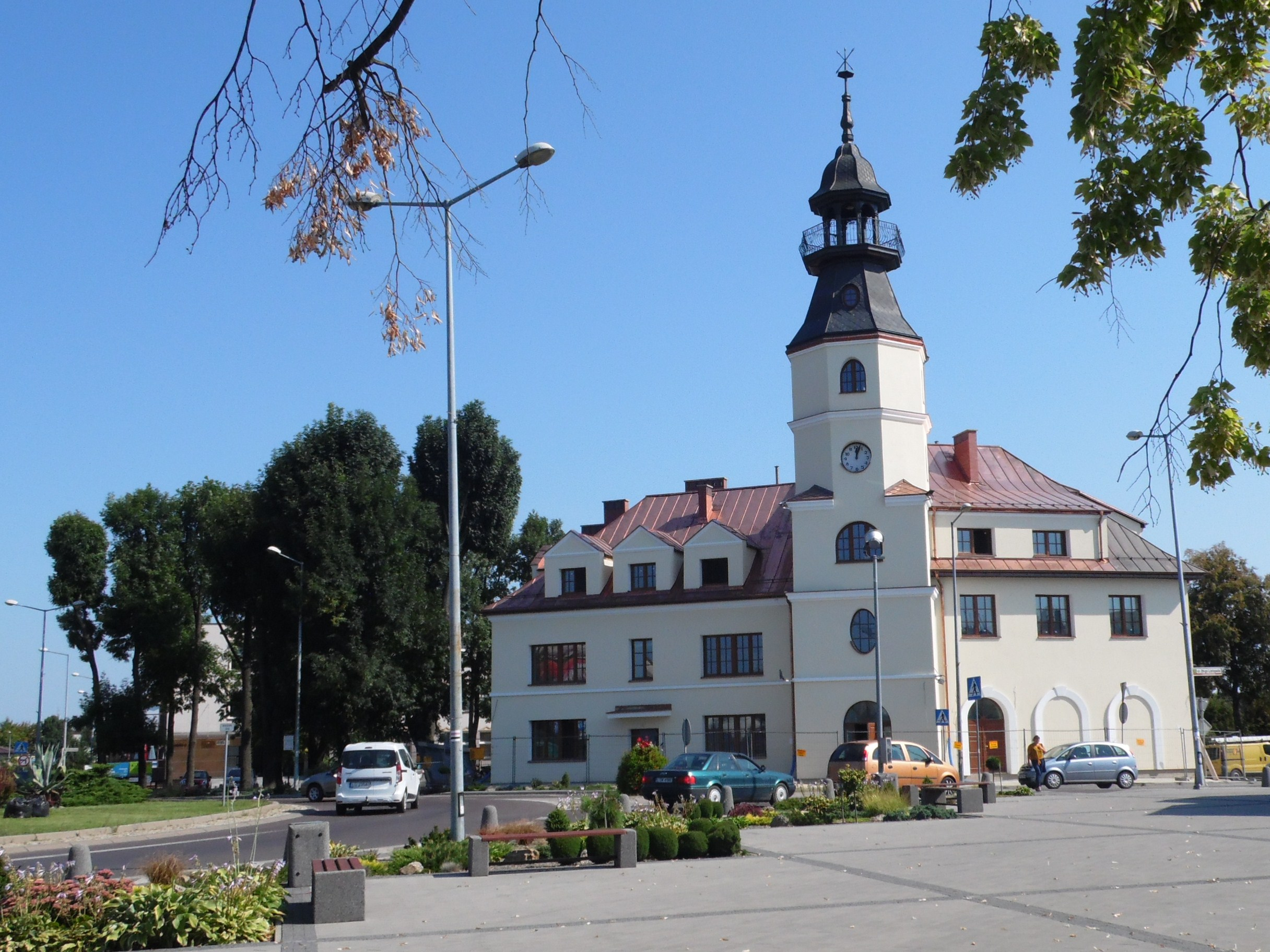
Dawna siedziba Państwowej Straży Pożarnej, obecnie Państwowa Szkoła Muzyczna

Straż Pożarna w Tomaszowie Lubelskim – tomaszowska siedziba strażaków pochodząca z początku XX wieku mieszcząca się przy ulicy Rynek 5.
Jest to murowana budowla powstała na bazie dawnej parterowej remizy strażackiej powstałej w 1907 roku. W 1923 roku starą remizę rozebrano i w 1927 roku wybudowano nową strażnicę z wieżą. W latach 1953–1954 obiekt został rozbudowany czynem społecznym, dobudowano część socjalną i biurową dla pracowników. Budynek został gruntownie odnowiony w 1999 roku. Wieża służyła do obserwacji miasta i alarmowania o pożarach. Lewe skrzydło dobudowano po II wojnie światowej Obecnie od roku 1984 mieści się tam Państwowa Szkoła Muzyczna I stopnia. W 2018 roku budynek przeszedł remont oraz termomodernizację.